# Mihai Viteazu (Cluj)
Mihai Viteazu es una comuna de Rumanía, en el distrito de Cluj. Su población en el censo de 2002 era de 1.640 habitantes.
- Datos: Q12724934
- Multimedia: Mihai Viteazu, Cluj / Q12724934

1. ↑  Worldpostalcodes.org,código postal n.º 407405.